# Perissus wenroncheni
Perissus wenroncheni är en skalbaggsart som beskrevs av Tatsuya Niisato 1986. Perissus wenroncheni ingår i släktet Perissus och familjen långhorningar.
Artens utbredningsområde är Taiwan. Inga underarter finns listade i Catalogue of Life.